# 第二次妙見嶽城の戦い
第二次妙見嶽城の戦い（だいにじみょうけんだけじょうのたたかい）とは、天文元年（1532年）10月頃から同2年（1533年）1月頃にかけて豊前国宇佐郡(現在の大分県宇佐市)にある妙見嶽城をめぐって大内氏と大友氏の間で行われた合戦である。